# 호지 이론
수학에서 윌리엄 밸런스 더글러스 호지의 이름을 따서 명명된 호지 이론(Hodge理論, 영어: Hodge theory)은 리만 다양체의 라플라스 연산자의 코호몰로지를 다루는 이론이다. 또한 편미분 방정식을 사용하여 매끄러운 다양체 {\displaystyle M}의 코호몰로지 군을 연구하는 방법이다. 이 이론의 배경이 되는 주요한 관찰은 {\displaystyle M}에 대한 리만 계량이 주어지면 모든 코호몰로지류가 계량의 라플라스 연산자 아래에서 사라지는 미분 형식인 표준 대표원을 갖는다는 것이다. 이러한 형식을 조화 형식이라고 한다.
이 이론은 대수 기하학을 연구하기 위해 1930년대에 호지에 의해 개발되었으며, 드 람 코호몰로지에 관한 조르주 드 람의 작업을 기반으로 한다. 리만 다양체 와 켈러 다양체의 두 가지 설정에서 주요 응용이 있다. 호지의 주요 동기인 복소 사영 다형체에 대한 연구는 후자의 경우에 포함된다. 호지 이론은 특히 대수적 순환 연구와의 연결을 통해 대수 기하학에서 중요한 이론이 되었다.
호지 이론은 본질적으로 실수 및 복소수에 의존하지만 정수론의 질문에 적용될 수 있다. 산술적 상황에서 p-진 호지 이론은 고전적인 호지 이론의 대체 증명 또는 비슷한 결과를 제공했다.

## 리만다양체의 호지 이론
매끄러운 n차원 콤팩트 가향 리만 다양체 {\displaystyle (M,g)}를 생각하자. 이 위에 {\displaystyle k}차 미분 형식의 층 {\displaystyle \Omega ^{k}(M)}을 정의할 수 있다. 이 경우 미분 형식 층은 드람 복합체
{\displaystyle 0\rightarrow \Omega ^{0}(M){\xrightarrow {d_{0}}}\Omega ^{1}(M){\xrightarrow {d_{1}}}\cdots {\xrightarrow {d_{n-1}}}\Omega ^{n}(M){\xrightarrow {d_{n}}}0}
를 이룬다. 여기서 {\displaystyle d_{k}}는 외미분이다. 이 복합체로 정의한 코호몰로지는 드람 코호몰로지 {\displaystyle H^{k}(M)}이다.
이제 (외)미분의 (형식적인) 딸림연산자(adjoint)를 생각하자. 즉 다음을 만족하는 연산자 {\displaystyle d^{\dagger }}를 생각하자. 임의의 {\displaystyle \alpha \in \Omega ^{k}(M)}, {\displaystyle \beta \in \Omega ^{k+1}(M)}에 대하여,
{\displaystyle \int _{M}\langle d\alpha ,\beta \rangle _{k+1}\,dV=\int _{M}\langle \alpha ,d^{\dagger }\beta \rangle _{k}\,dV}
(여기서 {\displaystyle \langle ,\rangle _{k}}는 {\displaystyle k}차 미분 형식의 내적으로, 리만 계량으로부터 정의한다.) 이러한 연산자 {\displaystyle d^{\dagger }}를 찾을 수 있으며, 공미분(codifferential)이라고 부른다. 이는 다음과 같다.
{\displaystyle d_{k}^{\dagger }=(-)^{nk+n+1}*d*}
여기서 {\displaystyle *\colon \Omega ^{k}(M)\to \Omega ^{n-k}(M)}은 호지 별연산자(영어: Hodge star operator)라 불리는 연산자로, 형식을 레비치비타 기호와 축약시키는 연산이다.
이제 라플라스 연산자 {\displaystyle \Delta }를 다음과 같이 정의한다.
{\displaystyle \Delta =dd^{\dagger }+d^{\dagger }d}
라플라스 연산자의 값이 0인 형식을 조화 형식(調和形式, 영어: harmonic form)이라 부른다. 즉 {\displaystyle \Delta \alpha =0}이면 {\displaystyle \alpha }는 조화 형식이다. 모든 조화 형식은 미분과 공미분에 대하여 닫혀 있음을 보일 수 있다. 즉 {\displaystyle \Delta \alpha =0}이면 {\displaystyle d\alpha =0}이며 {\displaystyle d^{\dagger }\alpha =0}이다.

### 호지 분해와 호지 정리
임의의 {\displaystyle k}차 미분 형식 {\displaystyle \omega }는 다음과 같이 유일하게 분해할 수 있다.
{\displaystyle \omega =\alpha +d\beta +d^{\dagger }\gamma }
여기서 {\displaystyle \alpha }는 조화 형식이다. 즉, 임의의 미분 형식을 조화 성분과 닫힌 성분, 공닫힌(coclosed) 성분으로 유일하게 분해할 수 있다. 이를 호지 분해(Hodge decomposition)이라고 한다.
만약 {\displaystyle \omega }가 닫힌 형식이라면 ({\displaystyle d\omega =0}) 공닫힌 성분은 항상 0이다. 즉
{\displaystyle \omega =\alpha +d\beta }
이다. 여기서 조화 성분만을 취하면, {\displaystyle k}차 조화 형식의 벡터 공간 {\displaystyle {\mathcal {H}}_{\Delta }^{k}(M)}과 {\displaystyle k}차 드람 코호몰로지 {\displaystyle H^{k}(M,\mathbb {R} )}과의 동형사상을 얻는다. 즉,
{\displaystyle {\mathcal {H}}_{\Delta }^{k}(M)\cong H^{k}(M,\mathbb {R} )}
이다. 이를 호지 정리(영어: Hodge's theorem)라고 하고, 호지가 최초로 증명하였다. 다시 말하면, 임의의 코호몰로지 동치류 {\displaystyle [\alpha ]\in H^{k}}에서 유일한 조화 형식인 대표 {\displaystyle \alpha \in [\alpha ]}를 찾을 수 있다.

### 타원 복합체의 호지 이론
아티야와 보트는 타원 복합체를 드 람 복합체의 일반화로 정의했다. 호지 정리는 다음과 같이 이 설정으로 확장된다. {\displaystyle E_{0},E_{1},\ldots ,E_{N}}를 부피 형식 {\displaystyle dV}가 있는 닫힌 매끄러운 다양체 {\displaystyle M}에 계량이 장착된 선형 다발이라 하자.
{\displaystyle L_{i}:\Gamma (E_{i})\to \Gamma (E_{i+1})}
는 이러한 선형 다발의 {\displaystyle C^{\infty }} 단면에 작용하는 선형 미분 연산자이며 유도된 열
{\displaystyle 0\to \Gamma (E_{0})\to \Gamma (E_{1})\to \cdots \to \Gamma (E_{N})\to 0}
타원 복합체이다. 직합
{\displaystyle {\begin{aligned}{\mathcal {E}}^{\bullet }&=\bigoplus \nolimits _{i}\Gamma (E_{i})\\L&=\bigoplus \nolimits _{i}L_{i}:{\mathcal {E}}^{\bullet }\to {\mathcal {E}}^{\bullet }\end{aligned}}}
을 도입한다. 그리고 {\displaystyle L^{*}}을 {\displaystyle L}의 adjoint로 둔다. 타원 연산자  {\displaystyle \Delta :=LL^{*}+L^{*}L}를 정의한다. 드 람의 경우에서와 같이 이것은 조화 단면의 선형 공간을 산출한다.
{\displaystyle {\mathcal {H}}=\{e\in {\mathcal {E}}^{\bullet }\mid \Delta e=0\}.}
{\displaystyle H:{\mathcal {E}}^{\bullet }\to {\mathcal {H}}}가 직교 사영이고 {\displaystyle G}를 {\displaystyle \Delta }에 대한 그린 연산자라고 하자. 호지 정리는 다음을 주장한다.
1. {\displaystyle H}와 {\displaystyle G}는 잘 정의되어 있다.
2. {\displaystyle {\text{Id}}=H+\Delta G=G+G\Delta }
3. {\displaystyle LG=GL}, {\displaystyle L^{*}G=GL^{*}}
4. 복합체의 코호몰로지는 조화 단면들의 공간에 정식으로 동형이다. {\displaystyle H(E_{j})\cong {\mathcal {H}}(E_{j})}, 각 코호몰로지류에는 고유한 조화 대표원이 있다는 의미에서.

이 상황에는 드 람 복합체에 대한 위의 설명을 일반화하는 호지 분해도 있다.

## 복소다양체의 호지 이론
n차원 복소다양체 {\displaystyle M}과 그 위에 정의된 (1,1)-형식 (에르미트 형식) {\displaystyle \omega }를 생각하자. 이 형식이 {\displaystyle \omega =\omega ^{*}}를 만족한다고 가정하자. 이 경우, {\displaystyle (M,\omega )}는 에르미트 다양체로 불리며, 복소다양체에서 리만 구조와 유사한 개념이다. 이 경우, 돌보 연산자(Dolbeault operator) {\displaystyle \partial \colon \Omega ^{p,q}(M)\to \Omega ^{p+1,q}(M)}, {\displaystyle {\bar {\partial }}\colon \Omega ^{p,q}(M)\to \Omega ^{p,q+1}(M)}을 생각하자. 에르미트 형식을 써서 내적
{\displaystyle \langle \alpha ,\beta \rangle =\int _{M}\alpha ^{*}\beta \;\omega ^{n}/n!}
를 정의한다. 이 내적을 써서 딸림연산자 {\displaystyle \partial ^{\dagger }}와 {\displaystyle {\bar {\partial }}^{\dagger }}를 정의할 수 있다. 이를 써서 라플라스 연산자
{\displaystyle \Delta _{\partial }=\partial \partial ^{\dagger }+\partial ^{\dagger }\partial }
{\displaystyle \Delta _{\bar {\partial }}={\bar {\partial }}{\bar {\partial }}^{\dagger }+{\bar {\partial }}^{\dagger }{\bar {\partial }}}
를 정의한다. 라플라스 연산자가 0인 형식을 마찬가지로 조화 형식으로 일컫는다.
이들도 마찬가지로
{\displaystyle \Delta _{\partial }\alpha =0\implies \partial \alpha =0,\partial ^{\dagger }\alpha =0}
{\displaystyle \Delta _{{\bar {\partial }}\alpha }=0\implies {\bar {\partial }}\alpha =0,{\bar {\partial }}^{\dagger }\alpha =0}
임을 보일 수 있다. 이 경우에도 마찬가지로 호지 정리가 성립한다. 즉 {\displaystyle \Delta _{\bar {\partial }}}에 대한 조화 형식의 벡터 공간은 돌보 코호몰로지 공간 {\displaystyle H_{\bar {\partial }}^{p,q}}과 동형이다.
이 밖에도, 에르미트 다양체는 리만 다양체를 이루므로, 실수다양체의 경우와 같이 {\displaystyle d=\partial +{\bar {\partial }}}를 기반으로 라플라스 연산자
{\displaystyle \Delta =dd^{\dagger }+d^{\dagger }d}
를 정의할 수 있다. 즉 에르미트 공간에는 {\displaystyle \Delta _{\partial }}, {\displaystyle \Delta _{\bar {\partial }}}, {\displaystyle \Delta } 세 개의 라플라스 연산자와 그에 관련된 호지 코호몰로지가 존재한다.
만약 에르미트 형식이 닫혀 있다면 ({\displaystyle d\omega =\partial \omega ={\bar {\partial }}\omega =0}) {\displaystyle (M,\omega )}는 켈러 다양체를 이룬다. 이 경우 라플라스 연산자 사이에 다음 관계가 성립한다.
{\displaystyle \Delta =2\Delta _{\partial }=2\Delta _{\bar {\partial }}}
따라서 어느 라플라스 연산자를 쓰는지에 상관없이 같은 코호몰로지를 얻는다.

## 복소 사영 다형체에 대한 호지 이론
{\displaystyle X}를 매끄러운 복소 사영 다양체라고 하자. 즉, {\displaystyle X}는 일부 복소 사영 공간 {\displaystyle \mathbb {CP} ^{N}}의 닫힌 복소 부분 다양체이다. 저우의 정리에 따르면 복소 사영 다양체는 자동으로 대수적이다. 즉, {\displaystyle \mathbb {CP} ^{N}}에서 동차 다항식의 영점 집합으로 정의된다. {\displaystyle \mathbb {CP} ^{N}}의 표준 리만 계량은 복소 구조와 강력한 호환성이 있는 {\displaystyle X}의 리만 계량을 유도하여 {\displaystyle X}를 켈러 다양체로 만든다.
복소 다양체 {\displaystyle X}및 자연수 {\displaystyle r}에 대해 {\displaystyle X}(복소 계수 포함)의 모든 {\displaystyle C^{\infty }} 제 {\displaystyle r}형식은 {\displaystyle p+q=r}인 {\displaystyle (p,q)}-형식의 합으로 유일하게 작성될 수 있다. 각 항은
{\displaystyle f\,dz_{1}\wedge \cdots \wedge dz_{p}\wedge d{\overline {w_{1}}}\wedge \cdots \wedge d{\overline {w_{q}}}}
{\displaystyle f}는 {\displaystyle C^{\infty }} 함수이고 {\displaystyle z_{s},w_{s}}는 정칙 함수이다. 켈러 다양체에서 조화 형식의 {\displaystyle (p,q)} 성분은 다시 조화 형식이다. 따라서 임의의 콤팩트 켈러 다양체 {\displaystyle X}에 대해 호지 정리는 복소 선형 공간들의 직합으로서 복소 계수를 사용하여 {\displaystyle X}의 코호몰로지 분해를 제공한다.
{\displaystyle H^{r}(X,\mathbf {C} )=\bigoplus _{p+q=r}H^{p,q}(X).}
이 분해는 켈러 계량의 선택과 무관하다(그러나 일반적인 콤팩트 복소 다양체에 대한 비슷한 분해는 없다). 다른 한편으로, 호지 분해는 진정으로 복소 다양체로서 {\displaystyle X}의 구조에 의존하는 반면, 군 {\displaystyle H^{r}(X,\mathbb {C} )}은 {\displaystyle X}의 기저 위상 공간에만 의존한다.
이러한 조화 대표원의 쐐기 곱을 취하는 것은 코호몰로지의 합곱에 해당하므로 복소수 계수가 있는 합곱은 호지 분해와 호환된다.
{\displaystyle \smile \colon H^{p,q}(X)\times H^{p',q'}(X)\rightarrow H^{p+p',q+q'}(X).}
호지 분해의 조각 {\displaystyle H^{p,q}(X)}는 연접층 코호몰로지 군으로 식별할 수 있으며, 이는 복소 다양체로서 {\displaystyle X}에만 의존한다(켈러 계량의 선택에 의존하지 않음):
{\displaystyle H^{p,q}(X)\cong H^{q}(X,\Omega ^{p}),}
여기서 {\displaystyle \Omega ^{p}}는 {\displaystyle X}에서 정칙 제 {\displaystyle p}형식의 층을 나타낸다. 예를 들어, {\displaystyle H^{p,0}(X)}는 {\displaystyle X} 상의 정칙 제 {\displaystyle p}형식의 공간이다. (만약 {\displaystyle X}가 사영이면, 세르의 GAGA 정리는 모든 {\displaystyle X}에 대한 정칙 {\displaystyle p}-형식이 사실 대수적임을 의미한다. )
한편, 적분은 {\displaystyle Z}의 호몰로지류 와 {\displaystyle \alpha }의 교곱으로 나타내어진다. 푸앵카레 쌍대성에 의해 {\displaystyle Z}의 호몰로지류는 우리가 {\displaystyle [Z]}라고 부르는 코호몰로지류에 대해 쌍대적이며 교곱은 {\displaystyle [Z]}와 {\displaystyle \alpha }의 합곱을 취하고 {\displaystyle X}의 기본류와 교집합하여 계산할 수 있다
{\displaystyle [Z]}는 코호몰로지류이므로 호지 분해가 있다. 위에서 수행한 계산에 따라 이 클래스를 {\displaystyle (p,q)\neq (k,k)} 유형의 클래스로 합집합을 취하면, 0을 얻는다. {\displaystyle H^{2n}(X,\mathbb {C} )=H^{n,n}(X)}이므로,  {\displaystyle [Z]\in H^{n-k,n-k}(X)}.
호지 수 {\displaystyle h^{p,q}(X)}는 복소수 선형 공간 {\displaystyle H^{p,q}(X)}의 차원을 의미한다 이들은 매끄러운 복소 사영 다형체의 중요한 불변량이다. 그들은 {\displaystyle X}의 복소 구조가 연속적으로 변할 때 변하지 않지만 일반적으로 위상 불변량은 아니다. 호지 수의 성질 중에는 호지 대칭 {\displaystyle h^{p,q}=h^{q,p}} (왜냐하면 {\displaystyle H^{p,q}(X)}는 {\displaystyle H^{q,p}(X)}의 켤레 복소수이기 때문에) 및 {\displaystyle h^{p,q}=h^{n-p,n-q}}( 세르 쌍대성에 의해)가 있다.
매끄러운 복소 사영 다형체(또는 콤팩트 켈러 다양체)의 호지 수는 호지 다이아몬드에 나열될 수 있다(복소 2차원의 경우에 표시됨).틀:Hodge diamond예를 들어, 종수 {\displaystyle g}인 모든 매끄러운 사영 곡선에는 호지 다이아몬드가 있다.틀:Hodge diamond또 다른 예로 모든 K3 곡면에는 호지 다이아몬드가 있다.틀:Hodge diamond{\displaystyle X}의 베티 수는 주어진 행에 있는 호지 수의 합이다. 호지 이론의 기본 적용은 호지 대칭에 의해 매끄러운 복소 사영 다형체(또는 콤팩트 켈러 다양체)의 홀수 베티 수 {\displaystyle b_{2a+1}}이 짝수라는 것이다. 이것은 {\displaystyle S^{1}\times S^{1}}에 대해 동형이므로 {\displaystyle b_{1}=1} 갖는 호프 곡면의 예에서 볼 수 있듯이 일반적으로 콤팩트 복소 다양체에 대해서는 사실이 아니다.
"켈러 패키지"는 호지 이론을 기반으로 하는 매끄러운 복소 사영 다형체(또는 콤팩트 켈러 다양체)의 코호몰로지에 대한 강력한 제한들의 집합이다. 결과에는 렙셰츠 초평면 정리, 강한 렙셰츠 정리 및 호지-리만 쌍선형 관계가 포함된다. 이러한 결과의 대부분은  켈러 항등식 및 {\displaystyle \partial {\bar {\partial }}}-정리를 포함하는 호지 이론을 통해 콤팩트 켈러 다양체들에 대해 증명된 근본적인 성질들로부터 나온다.
호지 이론 및 비-아벨 호지 이론과 같은 확장은 또한 콤팩트 켈러 다양체의 가능한 기본 군에 대한 강력한 제한을 제공한다.

## 대수 순환과 호지 추측
{\displaystyle X}를 매끄러운 복소 사영 다형체라고 하자. 여차원 {\displaystyle p}인 {\displaystyle X}의 복소 부분 다형체 {\displaystyle Y}는 코호몰로지 군 {\displaystyle H^{2p}(X,\mathbb {Z} )}의 원소를 정의한다. 또한 결과 클래스에는 특별한 성질이 있다. 복소 코호몰로지 {\displaystyle H^{2p}(X,\mathbb {C} )}에서 상은 호지 분해의 중간 부 분{\displaystyle H^{p,p}(X)}에 있다. 호지 추측은 이 성질의 역을 추측한다. 복소 코호몰로지의 상이 부분 공간 {\displaystyle H^{p,p}(X)}에 있는 {\displaystyle H^{2p}(X,\mathbb {Z} )}의 모든 원소들은 {\displaystyle X}의 복소 부분 다형체 류의 {\displaystyle \mathbb {Z} }-선형 결합인 양의 정수 배수를 가져야 한다. (이러한 선형 결합을 {\displaystyle X}에서 대수적 순환이라고 한다.)
중요한 점은 호지 분해가 일반적으로 적분(또는 유리) 계수를 갖는 코호몰로지의 분해에서 나오지 않는 복소수 계수로 코호몰로지를 분해한다는 것이다. 그 결과 교집합
{\displaystyle (H^{2p}(X,\mathbb {Z} )/{\text{torsion}})\cap H^{p,p}(X)\subseteq H^{2p}(X,\mathbb {C} )}
는 전체 군 {\displaystyle H^{2p}(X,\mathbb {Z} )/{\text{torsion}}}보다 훨씬 작을 수 있다. 호지 수 {\displaystyle h^{p,p}}가 크다. 요컨대, 호지 추측은 {\displaystyle X}의 복소 부분 다형체의 가능한 "모양"(코호몰로지에 의해 설명됨)이 {\displaystyle X}의 호지 구조 (복소 코호몰로지의 호지 분해와 적분 코호몰로지의 조합)에 의해 결정된다고 예측한다.
렙셰츠(1,1)-정리는 호지 추측이 {\displaystyle p=1}에 대해 참이라고 말한다(적분적으로도, 즉 문장에서 양의 정수 배수가 필요하지 않음).
다형체 {\displaystyle X}의 호지 구조는 {\displaystyle X}의 호몰로지류에 대한 {\displaystyle X}의 대수 미분 형식의 적분을 설명한다. 이런 의미에서 호지 이론은 미적분의 기본 문제와 관련이 있다. 일반적으로 대수 함수의 적분에 대한 "공식"이 없다. 특히 주기로 알려진 대수 함수의 정적분은 초월수가 될 수 있다. 호지 추측의 어려움은 일반적으로 그러한 적분에 대한 이해 부족을 반영한다.
예: 매끄러운 복소 사영 K3 곡면 {\displaystyle X}의 경우 군 {\displaystyle H^{2}(X,\mathbb {Z} )}는 {\displaystyle \mathbb {Z} ^{22}}와 동형이고 {\displaystyle H^{1,1}(X)}은 {\displaystyle \mathbb {C} ^{20}}과 동형이다. 교차점은 1에서 20 사이의 랭크를 가질 수 있다. 이 랭크를 {\displaystyle X}의 피카르 수라고 한다. 모든 사영 K3 곡면의 모듈라이 공간은 가산 성분들의 집합을 가지며 각각의 복소수 차원은 19이다. 피카드 수 {\displaystyle a}를 갖는 K3 곡면의 부분 공간은 차원이 {\displaystyle 20-a}이다. (따라서 대부분의 사영 K3 곡면에 대해 {\displaystyle H^{2}(X,\mathbb {Z} )} 와 {\displaystyle H^{1,1}(X)}의 교집합은 {\displaystyle \mathbb {Z} }와 동형이지만 "특별한" K3 곡면의 경우 교집합이 더 클 수 있다.)
이 예는 복소 대수 기하학에서 호지 이론이 수행하는 여러 가지 다른 역할을 제안한다. 첫째, 호지 이론은 위상 공간이 매끄러운 복소 사영 다형체의 구조를 가질 수 있는 제한을 제공한다. 둘째, 호지 이론은 주어진 위상 유형을 가진 매끄러운 복소 사영 다형체의 계수 공간에 대한 정보를 제공한다. 가장 좋은 경우는 토렐리 정리가 유지되는 경우이다. 즉, 다형체가 호지 구조에 의해 결정된다는 의미이다. 마지막으로 호지 이론은 주어진 다형체에 대한 대수적 순환의 저우 군에 대한 정보를 제공한다. 호지 추측은 저우 군에서 일반 코호몰로지로 가는 순환 사상 상에 관한 것이지만 호지 이론은 예를 들어 호지 구조에서 구축된 중간 야코비안을 사용하여 순환 사상의 핵심에 대한 정보도 제공한다.

## 일반화
피에르 들리뉴가 발표한 혼합 호지 이론은 호지 이론을 반드시 매끄럽거나 콤팩트하지는 않은 모든 복소 대수 다형체로 확장한다. 즉, 모든 복소 대수 다형체의 코호몰로지는 보다 일반적인 분해 유형인 혼합 호지 구조를 가진다.
특이 다형체에 대한 호지 이론의 다른 일반화는 교차 호몰로지에 의해 제공된다. 즉, 사이토 모리히코는 모든 복소 사영 다형체(반드시 매끄럽지는 않음)의 교차 호몰로지이 매끄러운 경우와 마찬가지로 순수한 호지 구조를 가짐을 보여주었다. 실제로 전체 켈러 패키지는 교차 호몰로지으로 확장된다.
복소 기하학의 기본적인 측면은 비동형 복소 다양체(실 다양체로서 모두 미분동형사상임)의 연속적인 계열이 있다는 것이다. 호지 구조 변형에 대한 필립 그리피스의 개념은 {\displaystyle X}가 변할 때 매끄럽고 복소 사영 다형체 {\displaystyle X}의 호지 구조가 어떻게 변하는지 설명한다. 기하학적 용어로 이것은 다형체 족과 관련된 주기 사상을 연구하는 것과 같다. 사이토의 호지 가군 이론은 일반화이다. 대략적으로 말하면, 다형체 {\displaystyle X}의 혼합 호지 가군은 매끄럽거나 콤팩트할 필요가 없는 다형체 족에서 발생하는 것과 같이 {\displaystyle X}에 대한 혼합 호지 구조의 층이다.

## 역사
윌리엄 밸런스 더글러스 호지가 1930년대에 도입하였고, 1941년 《조화 적분의 이론과 응용》에 집대성하였다. (여기서 "조화 적분"은 조화 형식을 호지가 불렀던 이름이다.)
대수적 위상수학 분야는 1920년대에 아직 초기 단계였다. 아직 코호몰로지라는 개념을 발전시키지 못했고, 미분 형식와 위상 사이의 상호 작용에 대한 이해가 부족했다. 1928년에 엘리 카르탕은 Sur les nombres de Betti des espaces de groupes clos라는 제목의 메모를 발표했는데, 여기에서 미분 형식와 위상이 연결되어야 한다고 제안했지만 증명하지는 못했다. 당시 학생이었던 조르주 드 람은 그것을 읽자마자 즉시 영감을 받았다. 1931년 논문에서 그는 현재 드 람 정리라고 불리는 놀라운 결과를 증명했다. 스토크스 정리에 의해, 특이 사슬을 따라 미분 형식의 적분은 임의의 콤팩트한 매끄러운 다양체 {\displaystyle M}에 대해 쌍선형 짝을 유도한다.
{\displaystyle H_{k}(M;\mathbf {R} )\times H_{\text{dR}}^{k}(M;\mathbf {R} )\to \mathbf {R} .}
원래 언급된 바와 같이 드 람의 정리는 이것이 완벽한 쌍이므로 왼쪽에 있는 각 항이 서로의 선형 공간 쌍대라고 주장한다. 현대 수학에서 드 람의 정리는 실수 계수 특이 코호몰로지가 드 람 코호몰로지와 동형이라는 진술로 더 자주 표현된다.
{\displaystyle H_{\text{sing}}^{k}(M;\mathbf {R} )\cong H_{\text{dR}}^{k}(M;\mathbf {R} ).}
드 람의 원래 진술은 푸앵카레 쌍대성의 결과이다.
이와는 별도로 솔로몬 렙셰츠의 1927년 논문은 리만의 정리를 다시 증명하기 위해 위상수학적 방법을 사용했다. 현대 수학에서  {\displaystyle \omega _{1}}과 {\displaystyle \omega _{2}}가 대수 곡선 {\displaystyle C}의 정칙 미분이면 {\displaystyle C}가 복소수 차원이 하나만 있기 때문에 쐐기 곱은 반드시 {\displaystyle 0}이다. 결과적으로 그들의 코호몰로지류의 합곱은 {\displaystyle 0}이며 명시적으로 만들면 렙셰츠는 리만 관계의 새로운 증명을 제공했다. 또한, {\displaystyle \omega }가 {\displaystyle 0}이 아닌 정칙 미분이면 {\displaystyle {\sqrt {-1}}\,\omega \wedge {\bar {\omega }}}는 렙셰츠가 리만의 부등식을 재유도할 수 있었던 양의 부피 형식이다. 1929년 호지는 렙셰츠의 논문을 알게 되었다. 그는 즉시 비슷한 원리가 대수 곡면에 적용되는 것을 관찰했다. 보다 정확하게는, {\displaystyle \omega }가 대수 곡면에서 {\displaystyle 0}이 아닌 정칙적 형식이라면, {\displaystyle {\sqrt {-1}}\,\omega \wedge {\bar {\omega }}}는 양수이므로 {\displaystyle \omega }와 {\displaystyle {\bar {\omega }}}의 합곱은 {\displaystyle 0}이 아니어야 한다. 따라서 {\displaystyle \omega } 자체는 {\displaystyle 0}이 아닌 코호몰로지류를 나타내야 하므로 주기가 모두 {\displaystyle 0}일 수는 없다. 이것은 세베리의 질문을 해결했다.

호지는 이러한 기술이 더 높은 차원의 다형체에도 적용되어야 한다고 느꼈다. 그의 동료인 피터 프레져는 드 람의 논문을 그에게 추천했다. 드 람의 논문을 읽으면서 호지는 리만 곡면의 정칙 1형의 실수 부분과 허수 부분이 어떤 의미에서 서로 쌍대적이라는 것을 깨달았다. 그는 더 높은 차원에서 비슷한 쌍대성이 있어야 한다고 의심했다. 이 쌍대성은 이제 호지 별 연산자 로 알려져 있다. 그는 또한 각 코호몰로지류가 외미분 연산자 아래에서 그것과 그것의 쌍대가 사라지는 성질을 가진 유일한 대표를 가져야 한다고 추측했다. 이들은 이제 조화 형식이라고 부른다. 호지는 1930년대의 대부분을 이 문제에 바쳤다. 증명에 대한 그의 초기 출판 시도는 1933년에 나타났지만 그는 그것이 "극단적으로 조잡하다"고 생각했다. 그 시대의 가장 뛰어난 수학자 중 한 명인 헤르만 바일은 호지의 증명이 올바른지 여부를 결정할 수 없다는 것을 알게 되었다. 1936년에 호지는 새로운 증명을 발표했다. 호지는 새로운 증명이 훨씬 우수하다고 생각했지만 Bohnenblust는 심각한 결함을 발견했다. 독립적으로 헤르만 바일과 고다이라 구니히코는 오류를 수정하기 위해 호지의 증명을 수정했다. 이것은 호지가 추구하는 조화 형식과 코호몰로지류 사이의 동형사상을 확립했다.
돌이켜 보면 존재 정리의 기술적 어려움은 실제로 중요한 새로운 아이디어를 필요로 하지 않고 단지 고전적 방법의 신중한 확장을 필요로 한다는 것이 분명하다. 호지의 주요 공헌이었던 진정한 참신함은 조화 적분의 개념과 대수 기하학과의 관련성에 있었다. 기술에 대한 개념의 승리는 호지의 위대한 전임자 베른하르트 리만의 작업에서 비슷한 일화를 연상시킨다. — 마이클 아티야, 윌리엄 더글러스 호지, 1903년 6월 17일 – 1975년 7월 7일, 왕립 학회 회원 전기 회고록, vol. 22, 1976, pp. 169–192.

## 같이 보기
- 호지 추측
- 호지 구조
- 미분 형식과 복소수 미분 형식
- 켈러 다양체
- 돌보 코호몰로지
- 라플라스 연산자